# Carson City
Carson City é uma cidade independente e a capital do estado norte-americano de Nevada. Foi fundada em 1858. Carson provavelmente vem do nome de importante explorador e militar do oeste estadunidense, John C. Frémont.

## Geografia
De acordo com o Departamento do Censo dos Estados Unidos, o condado possui uma área de 406,9 km², dos quais 374,3 km² estão cobertos por terra e 32,6 km² (8,0%) por água.

## Demografia
Desde 1900, o crescimento populacional médio do condado, a cada dez anos, é de 41,8%.

### Censo de 2020
Segundo o censo nacional de 2020, a cidade possui uma população de 58 639 habitantes e uma densidade populacional de 156,6 hab/km². Seu crescimento populacional na última década foi de 6,1%.
Possui 24 564 residências que resulta em uma densidade de 65,6 residências/km² e um aumento de 4,4% em relação ao censo anterior. Deste total, 4,7% das unidades habitacionais estão desocupadas. A média de ocupação é de 2,4 pessoas por residência.

### Censo de 2010
Segundo o censo nacional de 2010, a sua população era de 55 274 habitantes e sua densidade populacional era de 135,7 hab/km². Era a sexta cidade mais populosa de Nevada. Possuía 23 534 residências que resultava em uma densidade de 62,8 residências/km².

## Marcos históricos
O Registro Nacional de Lugares Históricos lista 44 marcos históricos em Carson City, dos quais apenas o McKeen Motor Car #70 é um Marco Histórico Nacional. O primeiro marco foi designado em 18 de dezembro de 1973 e o mais recente em 22 de setembro de 2015.
Embora listado na cidade, o Old Winters Ranch/Winters Mansion localiza-se ao norte de Carson City.